# Greisen
Greisen är en metamorfoserad kristallinisk bergart, bestående av ljusgrå kvarts och grågrön fluorhaltig glimmer. Bergarten har bildats genom pneumatolytisk omvandling av granit, där fältspater upplösts och ersatts av fluor- och borhaltiga mineral.
Greisen förekommer i stor utsträckning i Sachsen, Böhmen och Cornwall i samband med tennmalm.